# 江田島
江田島（えたじま）位於日本瀨戶內海廣島灣，與能美島相連為單一島嶼江田・能美島，由廣島縣江田島市管轄，總面積91.3平方公里。是瀨戶內海的第四大島。

江田・能美島位置